# Alex Hürzeler
Pour les articles homonymes, voir Max Hürzeler.
Alex Hürzeler, né le 1er juin 1965, est une personnalité politique suisse, membre de l'Union démocratique du centre.

## Biographie
Du 1er avril 2009 au 31 décembre 2024, il est conseiller d'État du canton d'Argovie.